# راودون، کبک
راودون (به فرانسوی: Rawdon) شهری در شهرستان ماتاوینی، لانودییر در استان کبک کانادا است. در سرشماری سال ۲۰۱۱ این شهر ۹٬۷۱۱ نفر جمعیت داشته و مساحت آن ۱۷۹٫۷۳ کیلومتر مربع است.